# Binance
Binance is anno 2022 het grootste handelsplatform van cryptogeld ter wereld. De cryptobeurs werd in 2017 opgericht door Changpeng Zhao en Yi He. Binance staat geregistreerd op de Kaaimaneilanden.
In 2021 werd Binance onderzocht door zowel het United States Department of Justice als de Internal Revenue Service op beschuldigingen van witwassen en belastingmisdrijven. De Britse Financial Conduct Authority beval Binance in juni 2021 alle gereguleerde activiteiten in het Verenigd Koninkrijk te staken. Datzelfde jaar deelde Binance klantgegevens, waaronder namen en adressen, met de Russische overheid.

## Geschiedenis
De website werd gelanceerd op 14 juli 2017 in Hongkong. De CEO is Changpeng Zhao (ook wel bekend als "CZ"), die binnen enkele maanden miljardair zou worden en in februari 2018 op de cover van het Amerikaanse financiële tijdschrift Forbes zou staan.
Sinds begin 2018 wordt Binance beschouwd als het grootste cryptocurrency-handelsplatform ter wereld qua handelsvolume.
Op 2 april 2020 kondigde Binance officieel de overname aan van CoinMarketCap, een cryptocurrency-marktgegevensleverancier (de 570e meest bezochte website ter wereld), voor een niet-openbaar gemaakt bedrag. In dezelfde maand kondigde het bedrijf zijn voornemen aan om zijn eigen marktplaats voor niet-vervangbare tokens (NFT's) te lanceren, waar gebruikers digitale verzamelobjecten kunnen creëren, kopen en verkopen.

## Geweerd uit verschillende landen
Binance wordt niet officieel gereguleerd door wereldwijde instanties. Het exacte hoofdkantoor van het bedrijf is niet precies bekend. In maart 2018 meldde het persbureau Bloomberg dat het hoofdkantoor van Binance in Malta zou zijn gevestigd. Op 21 februari 2020 publiceerde de Malta Financial Services Authority (MFSA) een verklaring waarin werd gesteld dat Binance "niet gemachtigd is door de MFSA om activiteiten op het gebied van cryptocurrency uit te voeren en derhalve niet onder het toezicht [en de bescherming] van de MFSA valt."
Op 28 oktober 2020 publiceerde Forbes vertrouwelijke documenten waarin werd beweerd dat Binance en Changpeng Zhao een complexe bedrijfsstructuur hadden opgezet om de Amerikaanse regelgevende autoriteiten opzettelijk te misleiden.
Op 20 april 2021 werd Brian P. Brooks, voormalig waarnemend hoofd van de Office of the Comptroller of the Currency (OCC) onder de regering van Donald Trump, de nieuwe CEO van Binance.US.
In juni 2021 beval de Financial Conduct Authority (FCA) Binance te stoppen met alle activiteiten in het Verenigd Koninkrijk. Gebruikers in het Verenigd Koninkrijk kunnen echter nog steeds cryptocurrencies kopen en verkopen via Binance.com.
Op 16 juni 2023 maakte Binance bekend dat het zich terugtrekt uit Nederland. Het bedrijf kreeg na verschillende pogingen geen registratie bij De Nederlandsche Bank (DNB), wat verplicht is om in Nederland cryptohandel te drijven. Nederlandse beleggers werd verzocht binnen een maand hun tegoeden van het platform te halen en zijn sindsdien beperkt in activiteiten op het platform.
De Belgische financiële waakhond FSMA eist sinds 23 juni 2023 dat Binance zijn crypto-dienstverlening in België stopzet.
In maart 2024 dienden de Nigeriaanse autoriteiten een klacht in wegens belastingontduiking tegen twee leidinggevenden van Binance. Zij worden ervan beschuldigd speculatie op de Nigeriaanse munt, de naira, te hebben aangemoedigd.